# Tízcseppes füsskata
A tízcseppes füsskata (Calvia decemguttata) a katicabogárfélék családjába tartozó, Eurázsiában honos, levéltetvekkel, levélbolhákkal táplálkozó bogárfaj.

## Megjelenése
A tízcseppes füsskata testhossza 5-6,7 mm. Teste felülről ovális, szárnyfedői nagyon domborúak, majdnem félgömb alakúak. Felszínük csupasz és fényes, finoman pontozott. Egész teste sötétnarancs-sárgásbarna színű. A szárnyfedőkön 5-5 nagy, némileg szabálytalan körvonalú fehéres folt látható. Az előtor oldalsó peremei és három hosszúkás foltja fehéres. Homloka is fehér, szájszervei sárgásbarnák. Szemei feketék. Alsó oldala, lábai és csápjai sárgásbarnák. 
A lárvája sárgásfehér vagy sárga, az első torszelvényen két, a többi szelvényen 4-4 (a negyedik potrohszelvény kivételével, ahol a két középső folt hiányzik), sorokba rendeződő fekete pöttyel. Lábai nagyrészt feketék. Bábja halványsárga.  

### Hasonló fajok
A tizenhatcseppes füsskata, a tizenkétcseppes füsskata és a sötétebb tizennégycseppes füsskata hasonlíthat hozzá.

## Elterjedése
Eurázsiában honos, a Ibériai-félszigettől Szibérián keresztül egészen Japánig. A Brit-szigetekről hiányzik. 

## Életmódja
Az imágókat áprilistól októberig lehet látni, nedvesebb, üde lombos erdőkben, erdőszéleken, parkokban, ahol a fák és bokrok lombjai között tartózkodnak. Mind a kifejlett bogár, mind a lárva ragadozó, levéltetvekkel, levélbolhákkal, kis rovarlárvákkal táplálkoznak. A nőstény a levelekre rakja 14-20 petéjét. Az imágó az avarban, a moha között vagy egyéb védett helyen telel át. A mesterséges fényforrások vonzzák. 

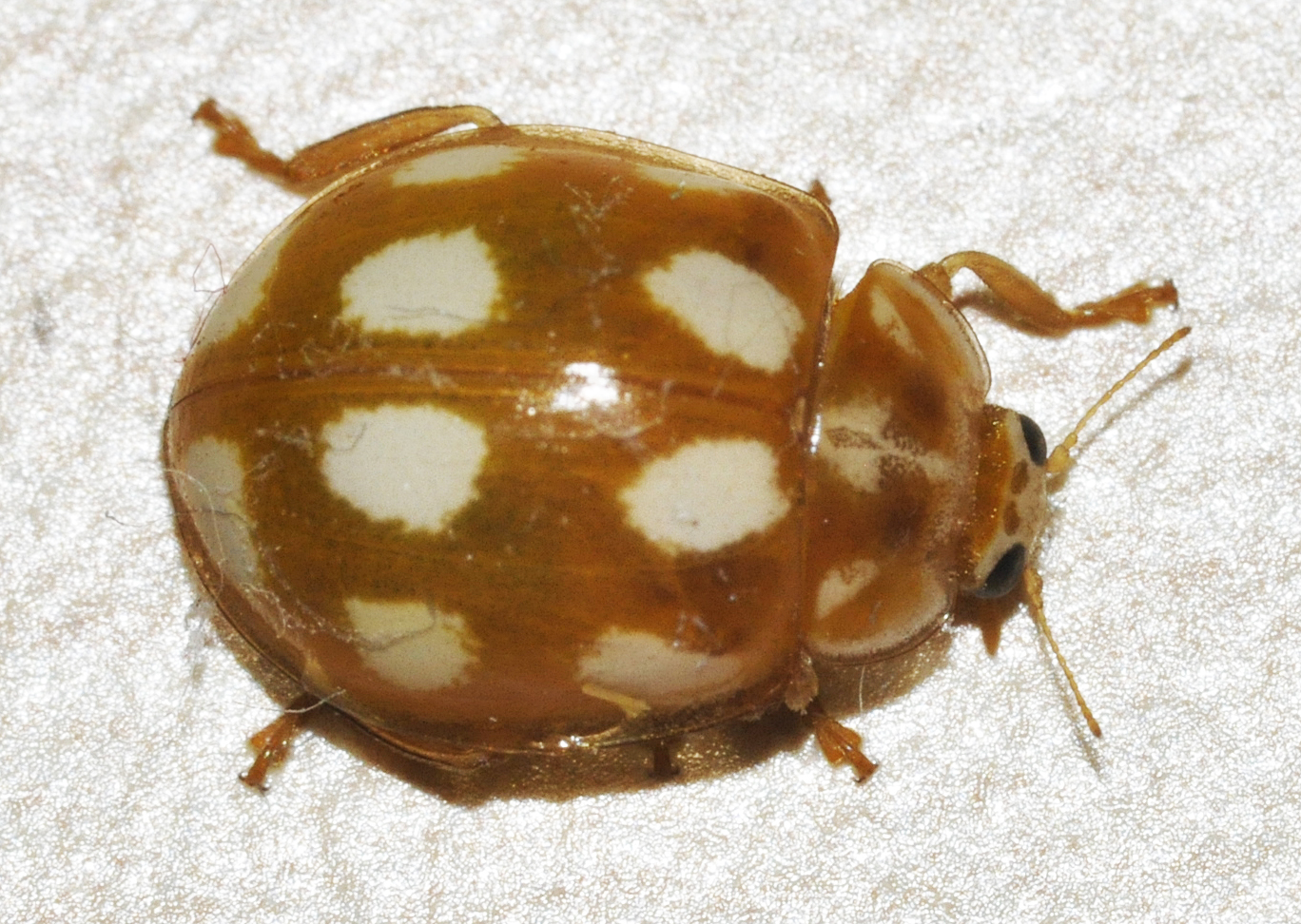
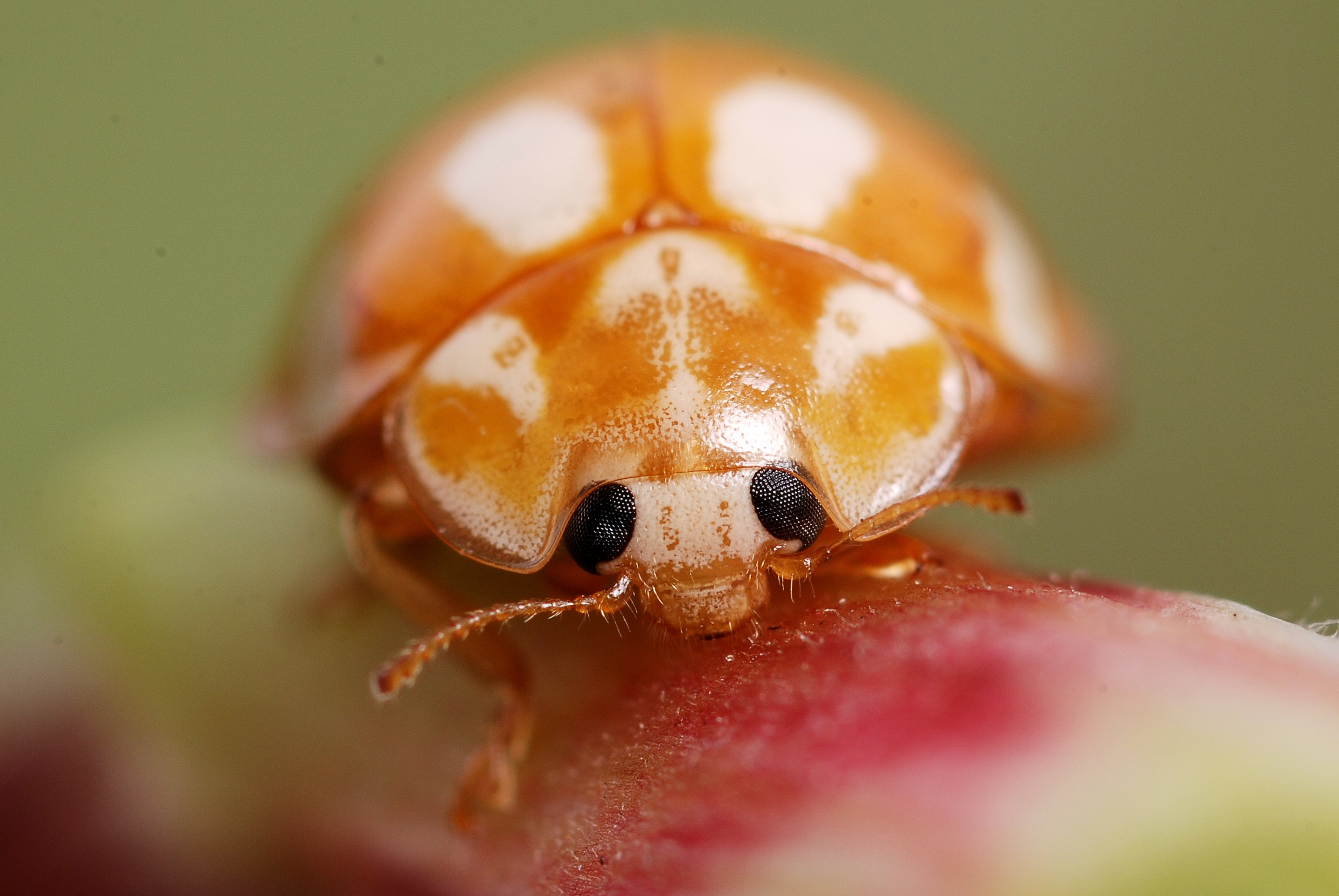
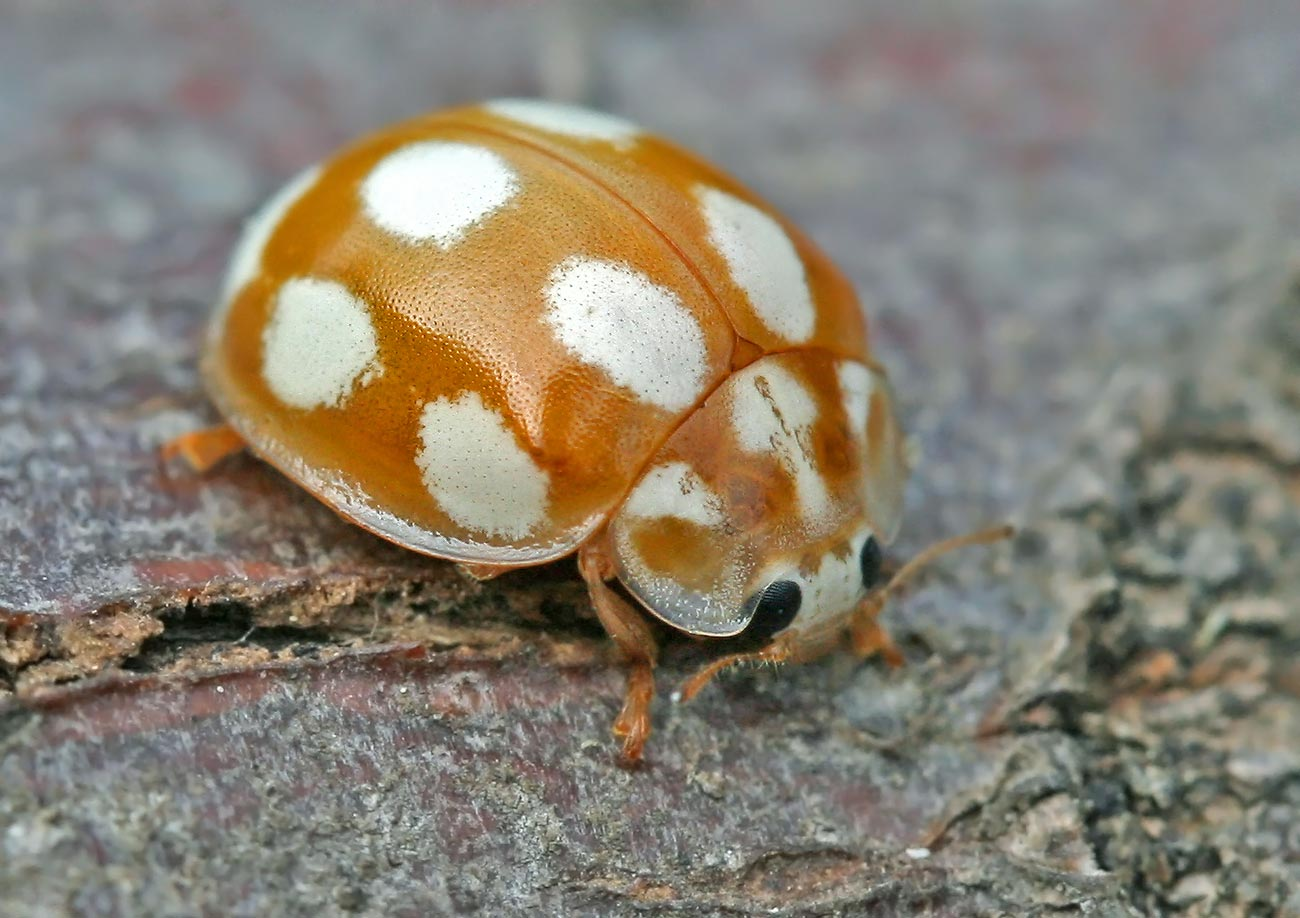
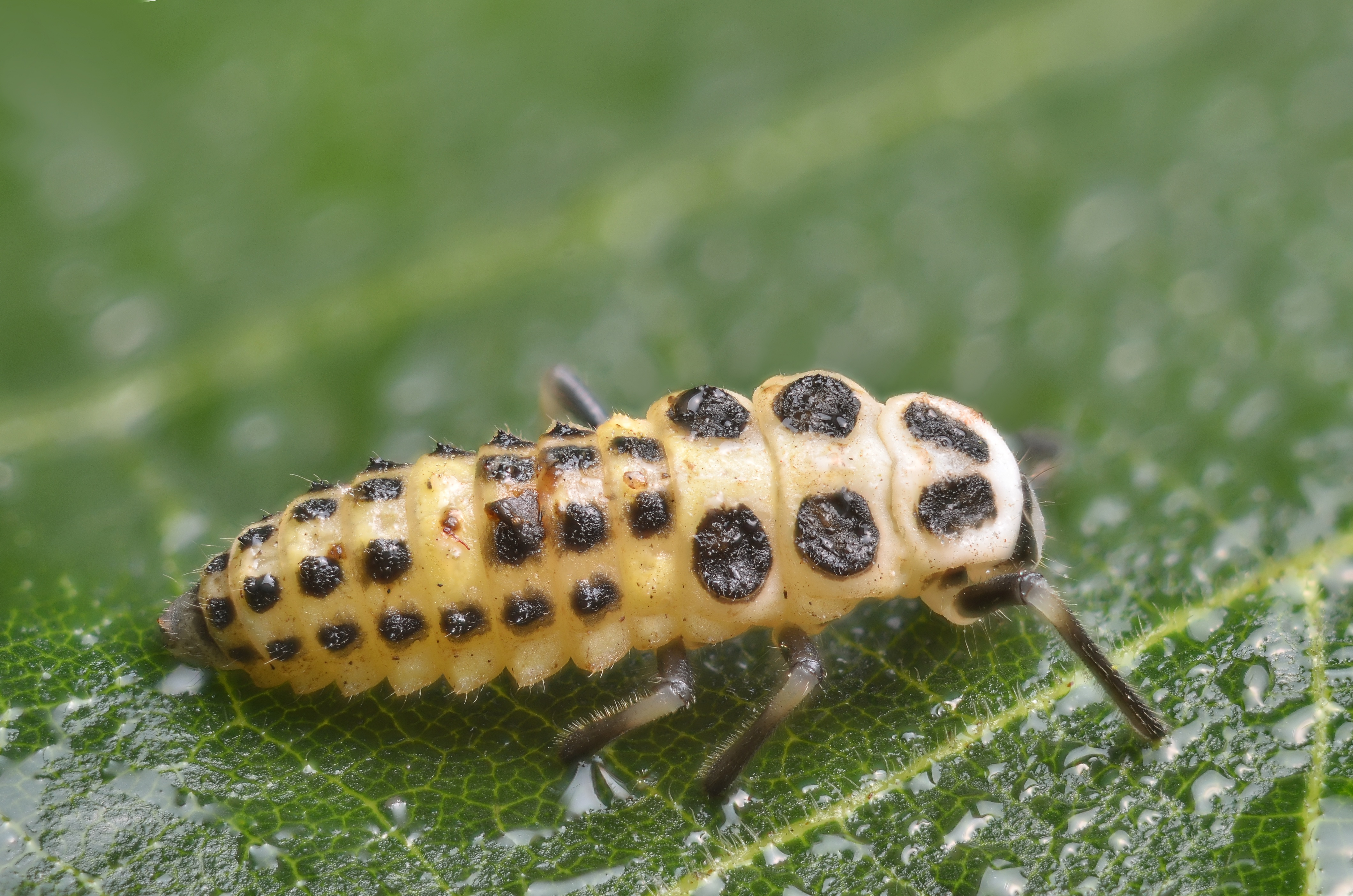
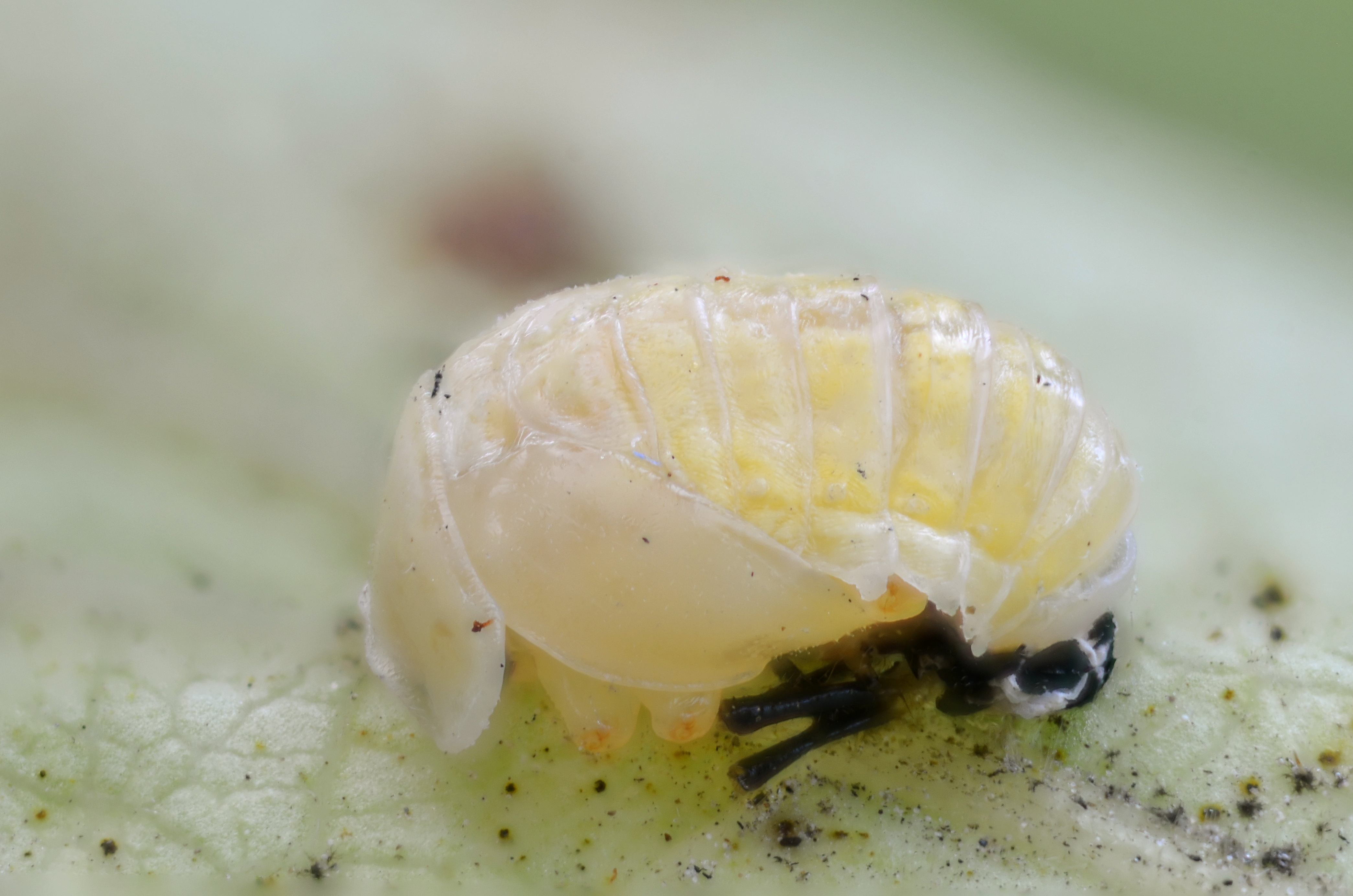

Magyarországon nem védett.